# Дратцев Євген Юрійович
Дратцев Євген Юрійович (рос. Евгений Юрьевич Дратцев; нар. 24 січня 1983) — російський плавець.
Учасник Олімпійських Ігор 2008, 2016 років.
Призер Чемпіонату світу з водних видів спорту 2007, 2011, 2013, 2017 років.
Призер Чемпіонату світу з плавання на відкритій воді 2006, 2010 років.
Призер Чемпіонату Європи з водних видів спорту 2010, 2014 років.